# Shlomo Erel

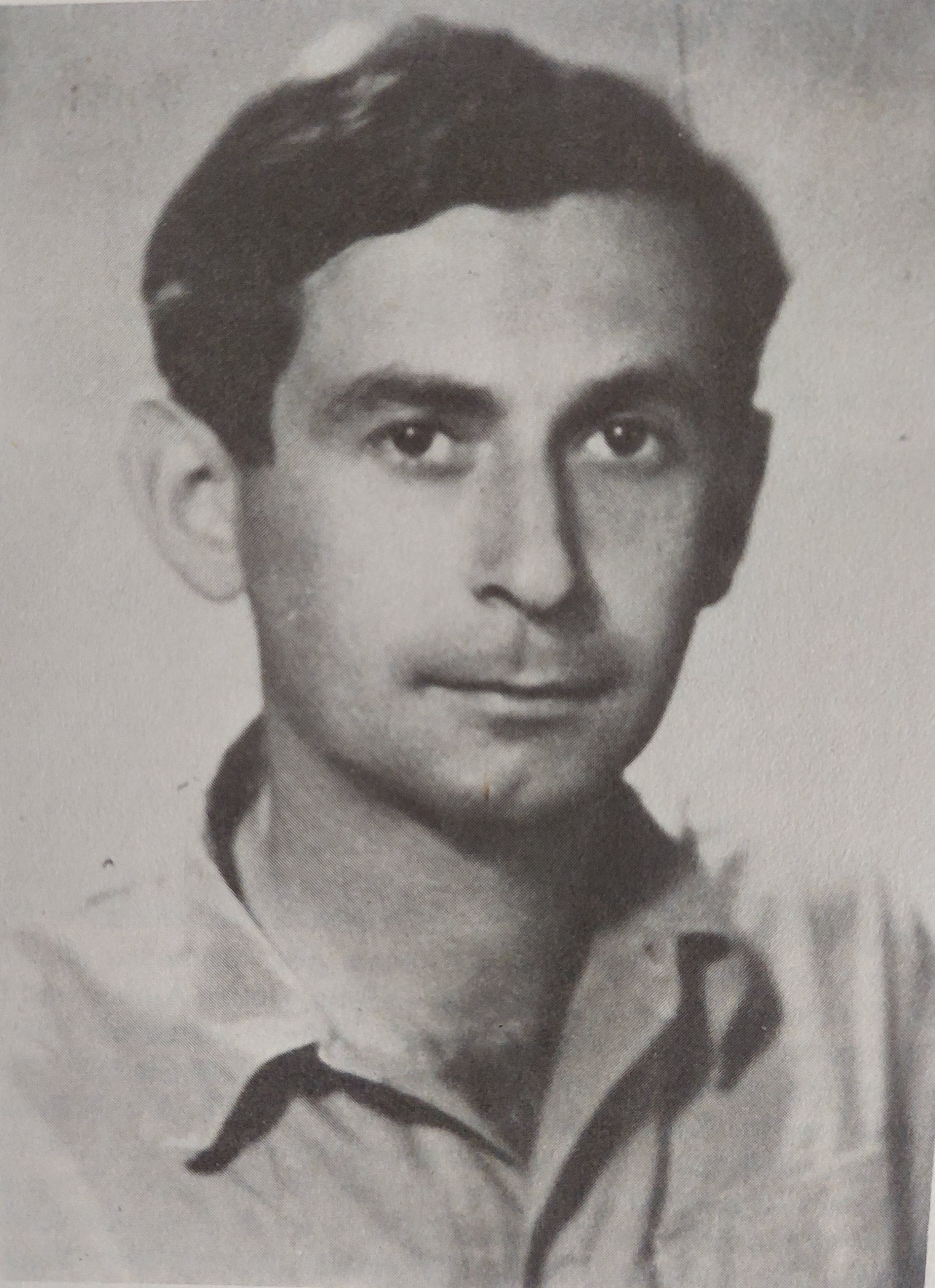
Schlomo Erʾel im Kibbutz (1948)

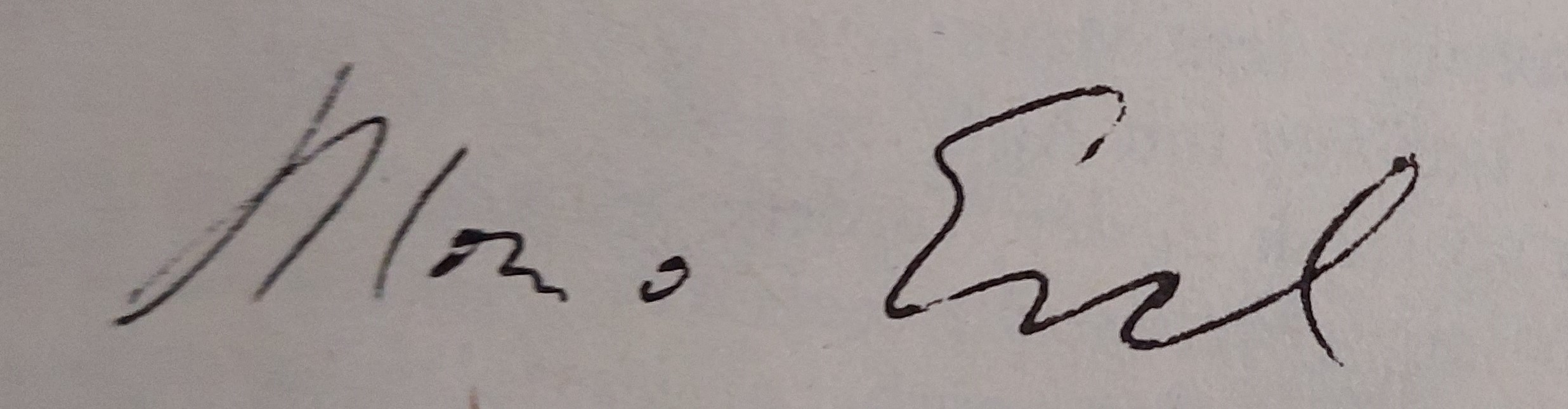
Signatur (1979)

Shlomo Erʾel (hebräisch שְׁלֹמֹה אֶרְאֵל Schlomoh Erʾel, geboren als Siegfried Ehrlich; 23. April 1916 in Neustadt bei Pinne, Deutsches Reich; gestorben 9. August 1996 in Herzlia, Israel) war ein israelischer Verleger.

## Leben
Siegfried Ehrlich war der jüngste Sohn des Kaufmanns Georg Ehrlich (1880–1944) und der Regina Pincus (1879–1936); seine Mutter starb 1936 in Breslau, sein Vater wurde Opfer des Holocaust. Er besuchte das Johannesgymnasium Breslau und machte 1935 im Dritten Reich das Abitur. Er arbeitete als Sekretär bei Habonim 1935/36 für die Region Rhein/Ruhr und 1937/38 für die deutsche Organisation in Berlin. Ehrlich heiratete am 2. Januar 1939 in der südschwedischen Stadt Kristianstad die in Mährisch-Ostrau geborene Grete Naʿomi Kluger (1913–2005). Das Ehepaar emigrierte im Frühjahr 1939 nach Großbritannien, wo Erʾel in London als Sekretär für die Jugend-Alijah arbeitete und bis zum Kriegsausbruch an der Organisation der Kindertransporte mitwirkte. Als Enemy Alien war er 1940 kurzzeitig interniert.
Sie kamen 1944 nach Palästina und lebten zunächst im Kibbutz Galʿed, wo Erʾel zum Kibbutz-Sekretär gewählt wurde. Er kam in den politischen Beraterkreis um Ben Gurion und wurde von 1948 bis 1951 Beauftragter der Jewish Agency in den USA und in Kanada und von 1955 bis 1957 in Argentinien und Uruguay. Dazwischen arbeitete er als Direktor für wirtschaftspolitische Forschung im Büro des Premierministers. Danach war er als Repräsentant des Verteidigungsministeriums für Lateinamerika im Diplomatischen Dienst Israels und 1963/1965 Botschaftsrat in Caracas und 1965/66 Botschaftsrat in Lima.
Nach seiner Rückkehr nach Israel wurde Erʾel 1970 bis 1972 Direktor beim Taschenbuchverlag Am Oved. Dem schloss sich bis 1981 an eine Tätigkeit als Direktor des Israel Book & Printing Center, einem Zusammenschluss der israelischen Verlage für den Import- und Exportmarkt, und er war dadurch Mitglied im Direktorium der Internationalen Buchmesse Jerusalem. 
Zwischendurch fand Erʾel Zeit, einige Bücher zu schreiben.
Schlomo Erʾel starb am 9. August 1996 im Alter von 80 Jahren in Herzlia und wurde auf dem Yarkon-Friedhof in Petach Tikwa begraben.

## Schriften (Auswahl)
- Öl. Panik im Schatten der Bohrtürme. Übersetzung aus dem Englischen Magal Translation Institute. Seewald, Stuttgart 1975 (Original 1955.)
- Aus dem Tagebuch eines Kibbuz-Sekretärs: während der Gründerzeit (von 1945 bis 1947). Bleicher, Gerlingen 1979.
- Neue Wurzeln. 50 Jahre Immigration deutschsprachiger Juden in Israel. Bleicher, Gerlingen 1983.
- (Hrsg.): Kaleidoskop Israel. Deutschsprachige Einwanderer in Israel erzählen. Geleitwort Chaim H. Cohn. Vorwort Armin A. Wallas. Alekto, Klagenfurt 1994.